# Luquillo
Luquillo est une municipalité de l'île de Porto Rico (code international : PR.LQ) qui s'étend sur 67 km2 et regroupe 17 781 habitants en 2020.

## Géographie
La municipalité se trouve au nord-est de la sierra de Luquillo, à laquelle elle a donné son nom, qui est une extension de la cordillère Centrale.